# Nagyvránovina
Nagyvránovina (horvátul: Velika Vranovina) falu Horvátországban, Sziszek-Monoszló megyében. Közigazgatásilag Topuszkához tartozik.

## Fekvése
Sziszektől légvonalban 38, közúton 53 km-re délnyugatra, községközpontjától légvonalban 2, közúton 3 km-re délre, az úgynevezett Báni-végvidéken, a Glina folyó jobb partján fekszik.

## Története
Nagyvránovina Horvátország egyik legrégebben lakott települése. Nevét onnan kapta, hogy olyan területen létesült, ahol sok volt a holló (vrana). A római uralom előtt illír törzsek lakták a területét. Az ő emlékük lehet annak háromezer éves a vaskori erődített településnek és szentélynek a maradványai, melyek a Turska kosa nevű határrészen találhatók. A római korban a falu közelében északra Topuszka vidékén feküdt Ad Fines városa. Területe a 11. század végétől magyar-horvát királyok uralma alatt volt. A 13. század elején a közeli Topuszkán II. András magyar király cisztercita apátságot alapított. A 16. században ezt a vidéket is egyre többször érték török támadások, majd 1556-ban az Oszmán Birodalom több évszázadra megszállta a területét. A vidék az 1593 és 1699 között dúlt török háborúkban teljesen elpusztult. A karlócai békével ez a terület is felszabadult a török megszállás alól, majd a Katonai határőrvidék része lett. A 17. század végétől főként a Túrmező területéről több hullámban horvát lakosság települt ide.
A katonai közigazgatás 1881-ig tartott. Ezután Zágráb vármegye Vrginmosti járásának része volt. A településnek 1857-ben 590, 1910-ben 407 lakosa volt. 1918-ban a Szerb-Horvát-Szlovén Királyság, majd 1929-ben Jugoszlávia része lett. A lakosság  horvát nemzetiségű volt. 1941 és 1945 között a falu a Független Horvát Állam része volt. 1943-ig usztasa erők uralták, ekkor azonban partizán alakultok vonták ellenőrzésük alá akik mindent földig romboltak. Elpusztultak a lakóházak, az  vasöntöde és a Szűz Mária kápolna is, a lakosságot elűzték. A térség egyik leginkább elpusztított települése volt. A délszláv háború idején 1991 szeptemberében szerb csapatok szállták meg. A horvát lakosságot elűzték, házaikat felgyújtották. A horvát hadsereg a Vihar hadművelet keretében 1995. augusztus 7-én foglalta vissza települést. A háború után elkezdődött az újjáépítés, az élet normalizálódott. A településnek 2011-ben 150 lakosa volt.

## Lakosság
| Lakosság változása | Lakosság változása | Lakosság változása | Lakosság változása | Lakosság változása | Lakosság változása | Lakosság változása | Lakosság változása | Lakosság változása | Lakosság változása | Lakosság változása | Lakosság változása | Lakosság változása | Lakosság változása | Lakosság változása | Lakosság változása |
| ------------------ | ------------------ | ------------------ | ------------------ | ------------------ | ------------------ | ------------------ | ------------------ | ------------------ | ------------------ | ------------------ | ------------------ | ------------------ | ------------------ | ------------------ | ------------------ |
| 1857               | 1869               | 1880               | 1890               | 1900               | 1910               | 1921               | 1931               | 1948               | 1953               | 1961               | 1971               | 1981               | 1991               | 2001               | 2011               |
| 590                | 307                | 266                | 312                | 360                | 407                | 390                | 437                | 496                | 476                | 389                | 367                | 289                | 294                | 180                | 150                |

## Nevezetességei
- Vaskori szentély és erődített település maradványai[4] a Turska kosa nevű határrészen. Az ősi település a Glina egyik természetes gázlója közelében alakult ki, melyet három oldalról is a folyó véd, míg a negyedik oldalon őrtornyokkal ellátott fal védte. A régészeti feltárások során fonásos technikával épített kunyhók, nagy számú fémolvasztó és cserépégető kemence, kerámiatárgyak, sütőharangok, fémnehezékek, piszkavasak, orsónehezékek kerültek elő. A település a késő bronzkorban (az i. e. 10. század körül) keletkezett, virágzásának ideje az i. e. 8. század és a 4. század közé esik. Közelében temető is volt, ahol csontvázas és urnás sírok egyaránt találhatók. A sírokban sok ékszert, állatcsontot, valamint mintegy 600 stilizált emberi és állati figurát is találtak. A szakemberek az egyik illír törzs a kolapianik pannóniai székhelyét feltételezik itt.
- Szűz Mária tiszteletére szentelt római katolikus kápolnája a 19. században épült. 1943-ban és 1991-ben is lerombolták a szerb erők, de a horvátok mindig újjáépítették.
- A Jelačićevo-forrás a falu határában fekvő erő mélyén található. Nevét onnan kapta, hogy Josip Jelačić bán a glinai határőrezred parancsnokaként  gyakran látogatott el ide. Ezt látva a lakosság róla nevezte el. Kiépítése a 19. század második felében az első báni ezred parancsnokának Ivan Benkonak az utasítására történt.